# Torino Calcio 1999-2000
Questa voce raccoglie le informazioni riguardanti il Torino Calcio nelle competizioni ufficiali della stagione 1999-2000.

## Stagione
Porta male al Torino la stagione 1999-2000, quella a cavallo dei due secoli. Dura una sola stagione l'agognato ritorno in Serie A del Torino, infatti si piazza in quart'ultima posizione, con 36 punti, a tre lunghezze dalla salvezza. Nonostante le 18 reti segnate da Marco Ferrante la squadra granata retrocede in Serie B, accompagnata dal Cagliari, dal Piacenza e dal Venezia. Le premesse estive della squadra granata di Emiliano Mondonico erano ben diverse, con l'entusiasmo creato dalla recente promozione. Ma il campo è stato un giudice inesorabile, il girone di andata si è chiuso con 17 punti, un punto sopra la zona retrocessione. Il girone di ritorno è continuato sullo stesso canovaccio. Nella penultima di campionato la sconfitta (2-1) contro il Lecce in terra salentina, è stata la resa definitiva. Nella Coppa Italia da questa stagione con alcune novità, otto gironi per la fase preliminare, e doppio arbitro sperimentale, dal secondo turno fino alle finali. Il Torino entra in scena nel secondo turno, ma perde subito il doppio confronto con l'Atalanta.

## Divise e sponsor
Nel 1999-2000, il Torino ebbe come sponsor tecnico Kelme, mentre lo sponsor principale fu SDA.
| Casa | Trasferta | Terza divisa |

## Società
Area direttiva
- Presidente: Massimo Vidulich, da aprile Giuseppe Aghemo[4], da giugno Attilio Romero[5][6]
- Vice presidente: Roberto Regis Milano
- Direttore generale: Renato Bodi
- Amministratore delegato: Davide Palazzetti

Area organizzativa
- Segretario generale: Federico Bonetto

Area comunicazione
- Responsabile ufficio stampa: Gabriele Chiuminatto
- Responsabile area commerciale: Cristiano Spazzali
- Responsabile comunicazione e internet: Elena Turra, Elettra Menicucci

Area tecnica
- Direttore sportivo: Luigi Pavarese
- Responsabile settore giovanile: Claudio Sala
- Team manager: Roberto Cravero
- Allenatore: Emiliano Mondonico

## Rosa
| N. |                    | Ruolo | Calciatore                   |
| -- | ------------------ | ----- | ---------------------------- |
| 1  | Italia (bandiera)  | P     | Luca Pastine                 |
| 2  | Uruguay (bandiera) | D     | Gustavo Méndez               |
| 3  | Italia (bandiera)  | D     | Francesco Coco               |
| 4  | Brasile (bandiera) | D     | André Cruz                   |
| 4  | Italia (bandiera)  | D     | Alessandro Grandoni          |
| 5  | Italia (bandiera)  | D     | Roberto Maltagliati          |
| 6  | Italia (bandiera)  | D     | Mauro Bonomi                 |
| 7  | Italia (bandiera)  | C     | Antonino Asta                |
| 7  | Cile (bandiera)    | D     | Alejandro Escalona           |
| 8  | Italia (bandiera)  | C     | Gianluigi Lentini (capitano) |
| 9  | Italia (bandiera)  | A     | Marco Ferrante               |
| 10 | Italia (bandiera)  | C     | Massimo Brambilla            |
| 11 | Italia (bandiera)  | A     | Edoardo Artistico            |
| 13 | Italia (bandiera)  | C     | Fabio Pecchia                |
| 14 | Italia (bandiera)  | C     | Alessio Scarchilli           |
| 15 | Italia (bandiera)  | C     | Fabio Tricarico              |
| 16 | Italia (bandiera)  | C     | Massimo Ficcadenti           |
| 17 | Italia (bandiera)  | C     | Franco Semioli               |
| 17 | Ghana (bandiera)   | C     | Abdullah Fusseini            |
| 18 | Italia (bandiera)  | C     | Massimo Crippa               |
| 19 | Italia (bandiera)  | C     | Vincenzo Sommese             |

| N. |                                | Ruolo | Calciatore\|       |
| -- | ------------------------------ | ----- | ------------------ |
| 20 | Italia (bandiera)              | C     | Marco Sanna        |
| 20 | Italia (bandiera)              | D     | Fabio Galante      |
| 21 | Serbia e Montenegro (bandiera) | A     | Ilija Ivić         |
| 22 | Italia (bandiera)              | P     | Alessandro Nista   |
| 23 | Italia (bandiera)              | A     | Andrea Silenzi     |
| 24 | Italia (bandiera)              | D     | Gianluca Comotto   |
| 24 | Brasile (bandiera)             | A     | Pinga              |
| 25 | Italia (bandiera)              | P     | Luca Bucci         |
| 26 | Italia (bandiera)              | D     | Mirko Cudini       |
| 26 | Croazia (bandiera)             | C     | Krunoslav Jurčić   |
| 27 | Senegal (bandiera)             | D     | Djibril Diawara    |
| 28 | Svezia (bandiera)              | C     | Marcus Lantz       |
| 28 | Italia (bandiera)              | D     | Jacopo Mariani     |
| 29 | Svezia (bandiera)              | D     | Erik Edman         |
| 29 | Italia (bandiera)              | C     | Gennaro Scarlato   |
| 30 | Italia (bandiera)              | D     | Lorenzo Minotti    |
| 31 | Italia (bandiera)              | D     | Luigi Panarelli    |
| 32 | Italia (bandiera)              | D     | Andrea Citterio    |
| 32 | Italia (bandiera)              | A     | Fabio Quagliarella |
| 33 | Italia (bandiera)              | A     | Emanuele Calaiò    |

## Calciomercato

### Sessione estiva
| Acquisti | Acquisti            | Acquisti       | Acquisti      |
| R.       | Nome                | da             | Modalità      |
| -------- | ------------------- | -------------- | ------------- |
| P        | Alessandro Nista    | Parma          | definitivo    |
| D        | Marco Andreotti     | Acireale       | fine prestito |
| D        | Francesco Coco      | Milan          | prestito      |
| D        | André Cruz          | Standard Liegi | definitivo    |
| D        | Djibril Diawara     | Monaco         | definitivo    |
| D        | Erik Edman          | Helsingborg    | definitivo    |
| D        | Fabio Galante       | Inter          | prestito      |
| D        | Gustavo Méndez      | Vicenza        | definitivo    |
| D        | Alex Negro Frer     | Benevento      | fine prestito |
| D        | Luigi Panarelli     | Fidelis Andria | definitivo    |
| D        | Alessandro Pedroni  | Varese         | fine prestito |
| D        | Alessandro Scarponi | Reggiana       | fine prestito |
| C        | Giuseppe Alessi     | Savoia         | fine prestito |
| C        | Markus Lantz        | Helsingborg    | definitivo    |
| C        | Fabio Pecchia       | Sampdoria      | definitivo    |
| A        | Felice Foglia       | Lucchese       | fine prestito |
| A        | Ilija Ivić          | Olympiacos     | definitivo    |
| A        | Pinga               | Juventus-SP    | definitivo    |
| A        | Andrea Silenzi      | Ravenna        | definitivo    |
| A        | Simone Tiribocchi   | Savoia         | fine prestito |

| Cessioni | Cessioni            | Cessioni    | Cessioni   |
| R.       | Nome                | a           | Modalità   |
| -------- | ------------------- | ----------- | ---------- |
| P        | Fabrizio Casazza    | Venezia     | definitivo |
| P        | Stefano Sorrentino  | Juve Stabia | prestito   |
| D        | Marco Andreotti     | Avellino    | definitivo |
| D        | Roberto Bacci       | Arezzo      | definitivo |
| D        | Federico Balzaretti | Varese      | prestito   |
| D        | Gianluca Comotto    | Vicenza     | prestito   |
| D        | Stefano Fattori     | Vicenza     | definitivo |
| D        | Riccardo Fissore    | Juve Stabia | prestito   |
| D        | Stefano Mercuri     | Cosenza     | definitivo |
| D        | Alex Negro Frer     | Pistoiese   | definitivo |
| D        | Alessandro Pedroni  | Cremonese   | prestito   |
| D        | Carlo Sassarini     | Genoa       | definitivo |
| C        | Giuseppe Alessi     | Napoli      | definitivo |
| C        | Pablo Gaglianone    | Kavala      | definitivo |
| C        | Claudio Grauso      | Alessandria | definitivo |
| C        | Pietro Parente      | Genoa       | definitivo |
| C        | Marco Sanna         | Sampdoria   | definitivo |
| C        | Giuseppe Scienza    | Cesena      | definitivo |
| C        | Franco Semioli      | Salernitana | prestito   |
| A        | Felice Foglia       | Pistoiese   | definitivo |
| A        | Rodrigo Lopez       | Kavala      | definitivo |
| A        | Simone Tiribocchi   | Benevento   | prestito   |

### Sessione invernale
| Acquisti | Acquisti            | Acquisti        | Acquisti   |
| R.       | Nome                | da              | Modalità   |
| -------- | ------------------- | --------------- | ---------- |
| D        | Alejandro Escalona  | Colo-Colo       | prestito   |
| D        | Alessandro Grandoni | Sampdoria       | prestito   |
| D        | Gennaro Scarlato    | Napoli          | definitivo |
| C        | Krunoslav Jurčić    | Dinamo Zagabria | definitivo |

| Cessioni | Cessioni        | Cessioni         | Cessioni   |
| R.       | Nome            | a                | Modalità   |
| -------- | --------------- | ---------------- | ---------- |
| D        | Andrea Citterio | Fermana          | prestito   |
| D        | André Cruz      | Sporting Lisbona | definitivo |
| D        | Mirko Cudini    | Salernitana      | prestito   |
| D        | Erik Edman      | Karlsruhe        | definitivo |
| C        | Antonino Asta   | Napoli           | prestito   |
| C        | Markus Lantz    | Hansa Rostock    | definitivo |

## Risultati

### Serie A

#### Girone di andata
| Bologna 28 agosto 1999, ore 20:30 UTC+2 1ª giornata | Bologna                                | 0 – 0 referto | Torino | Stadio Renato Dall'Ara (30.391 spett.)\| Arbitro: \| Pellegrino (Barcellona Pozzo di Gotto) \| |
| Arbitro:                                            | Pellegrino (Barcellona Pozzo di Gotto) |               |        |                                                                                                |

| Arbitro: | De Santis (Tivoli) |

|                            |           |               |
| Ferrante 65’ Artistico 88’ | Marcatori | 34’ Valtolina |

| Arbitro: | Braschi (Prato) |

|                                           |           |  |
| Veron 14’ (rig.) S. Inzaghi 45’ Salas 88’ | Marcatori |  |

| Arbitro: | Farina (Novi Ligure) |

|  |           |              |
|  | Marcatori | 76’ C. Vieri |

| Arbitro: | Paparesta (Bari) |

|          |           |                     |
| Mboma 7’ | Marcatori | 50’ (rig.) Ferrante |

| Arbitro: | Cesari (Genova) |

|                                                  |           |               |
| Silenzi 42’ Ferrante 83’ (rig.) Scarchilli 90+2’ | Marcatori | 46’ Innocenti |

| Arbitro: | Racalbuto (Gallarate) |

|                |           |                  |
| Scarchilli 21’ | Marcatori | 55’ Di Francesco |

| Arbitro: | Treossi (Forlì) |

|           |           |             |
| Balbo 88’ | Marcatori | 79’ Sommese |

| Torino 7 novembre 1999, ore 20:30 UTC+1 9ª giornata | Torino           | 0 – 0 referto | Juventus | Stadio delle Alpi (47.344 spett.)\| Arbitro: \| Bazzoli (Merano) \| |
| Arbitro:                                            | Bazzoli (Merano) |               |          |                                                                     |

| Arbitro: | Farina (Novi Ligure) |

|  |           |               |
|  | Marcatori | 23’ Artistico |

| Arbitro: | Rodomonti (Teramo) |

|  |           |            |
|  | Marcatori | 45’ Calori |

| Arbitro: | De Santis (Tivoli) |

|                                              |           |             |
| Crespo 3’, 58’ Ortega 45’ A. Cruz 75’ (aut.) | Marcatori | 90’ A. Cruz |

| Arbitro: | Braschi (Prato) |

|                                 |           |  |
| Bierhoff 3’ Ševčenko 75’ (rig.) | Marcatori |  |

| Arbitro: | Nucini (Bergamo) |

|  |           |               |
|  | Marcatori | 27’ Jorgensen |

| Arbitro: | Bertini (Arezzo) |

|                       |           |            |
| Kallon 8’, 89’ (rig.) | Marcatori | 56’ Calaiò |

| Arbitro: | Preschern (Mestre) |

|                     |           |                       |
| Ferrante 80’ (rig.) | Marcatori | 65’, 90’ C. Lucarelli |

| Arbitro: | De Santis (Tivoli) |

|  |           |                          |
|  | Marcatori | 83’ Ferrante 89’ Pecchia |

#### Girone di ritorno
| Arbitro: | P. Rossi (Ciampino) |

|                   |           |             |
| Ferrante 24’, 54’ | Marcatori | 66’ Signori |

| Arbitro: | Bazzoli (Merano) |

|                          |           |                               |
| Ganz 11’ (rig.) Berg 37’ | Marcatori | 90+2’ Grandoni 90+4’ Ferrante |

| Arbitro: | Pellegrino (Barcellona Pozzo di Gotto) |

|                                 |           |                                                            |
| Ferrante 81’ (rig.) Galante 89’ | Marcatori | 8’ Sensini 53’ (rig.) Mihajlovic 65’ Ravanelli 90+1’ Salas |

| Arbitro: | De Santis (Tivoli) |

|              |           |            |
| C. Vieri 31’ | Marcatori | 19’ Mendez |

| Arbitro: | Bolognino (Milano) |

|              |           |                    |
| Ferrante 43’ | Marcatori | 19’ (rig.) O'Neill |

| Arbitro: | Collina (Viareggio) |

|                |           |              |
| Osmanovski 49’ | Marcatori | 56’ Ferrante |

| Arbitro: | Tombolini (Ancona) |

|                |           |  |
| Delvecchio 66’ | Marcatori |  |

| Arbitro: | Borriello (Mantova) |

|              |           |  |
| Ferrante 19’ | Marcatori |  |

| Arbitro: | Collina (Viareggio) |

|                                                              |           |                                 |
| Brambilla 23’ (aut.) Lentini 67’ (aut.) Del Piero 72’ (rig.) | Marcatori | 32’ (rig.), 88’ (rig.) Ferrante |

| Arbitro: | Braschi (Prato) |

|  |           |                              |
|  | Marcatori | 16’ Melis 33’, 39’ Cammarata |

| Arbitro: | De Santis (Tivoli) |

|             |           |  |
| Amoruso 22’ | Marcatori |  |

| Arbitro: | Treossi (Forlì) |

|                         |           |                           |
| Sommese 18’ Silenzi 75’ | Marcatori | 50’ Crespo 73’ M. Amoroso |

| Arbitro: | Collina (Viareggio) |

|                |           |                                    |
| Pinga 29’, 70’ | Marcatori | 11’ Ambrosini 77’ Guglielminpietro |

| Udine 22 aprile 2000, ore 15:00 UTC+2 31ª giornata | Udinese                                | 0 – 0 referto | Torino | Stadio Friuli (19.180 spett.)\| Arbitro: \| Pellegrino (Barcellona Pozzo di Gotto) \| |
| Arbitro:                                           | Pellegrino (Barcellona Pozzo di Gotto) |               |        |                                                                                       |

| Arbitro: | De Santis (Tivoli) |

|                          |           |                   |
| Galante 32’ Ferrante 82’ | Marcatori | 72’ (rig.) Kallon |

| Arbitro: | Collina (Viareggio) |

|                         |           |                     |
| Sesa 55’ Conticchio 77’ | Marcatori | 67’ (rig.) Ferrante |

| Arbitro: | Cassarà (Palermo) |

|                          |           |               |
| Ferrante 18’, 30’ (rig.) | Marcatori | 16’ Gilardino |

### Coppa Italia

#### Secondo turno
| Arbitri: | Collina (Viareggio) Cesari (Genova) |

|                                    |           |            |
| D. Zenoni 49’ Doni 59’, 66’ (rig.) | Marcatori | 3’ Lentini |

| Arbitri: | Rodomonti (Teramo) De Santis (Tivoli) |

|                           |           |           |
| Artistico 27’ Lentini 46’ | Marcatori | 32’ Nappi |

## Statistiche

### Statistiche di squadra
| Giocatore       | Serie A  | Serie A | Serie A     | Serie A    | Coppa Italia | Coppa Italia | Coppa Italia | Coppa Italia | Totale   | Totale | Totale      | Totale     |
| Giocatore       | Presenze | Reti    | Ammonizioni | Espulsioni | Presenze     | Reti         | Ammonizioni  | Espulsioni   | Presenze | Reti   | Ammonizioni | Espulsioni |
| --------------- | -------- | ------- | ----------- | ---------- | ------------ | ------------ | ------------ | ------------ | -------- | ------ | ----------- | ---------- |
| E. Artistico    | 8        | 2       | ?           | ?          | 1            | 1            | ?            | ?            | 9        | 3      | ?           | ?          |
| A. Asta         | 8        | 0       | ?           | ?          | 2            | 0            | ?            | ?            | 10       | 0      | ?           | ?          |
| M. Bonomi       | 29       | 0       | ?           | ?          | 2            | 0            | ?            | ?            | 31       | 0      | ?           | ?          |
| M. Brambilla    | 28       | 0       | ?           | ?          | 2            | 0            | ?            | ?            | 30       | 0      | ?           | ?          |
| L. Bucci        | 32       | -42     | ?           | ?          | 0            | -0           | ?            | ?            | 32       | -42    | ?           | ?          |
| E. Calaiò       | 7        | 1       | ?           | ?          | 0            | 0            | ?            | ?            | 7        | 1      | ?           | ?          |
| F. Coco         | 21       | 0       | ?           | ?          | 1            | 0            | ?            | ?            | 22       | 0      | ?           | ?          |
| M. Crippa       | 3        | 0       | ?           | ?          | 0            | 0            | ?            | ?            | 3        | 0      | ?           | ?          |
| A. Cruz         | 13       | 1       | ?           | ?          | 1            | 0            | ?            | ?            | 14       | 1      | ?           | ?          |
| M. Cudini       | 6        | 0       | ?           | ?          | 0            | 0            | ?            | ?            | 6        | 0      | ?           | ?          |
| D. Diawara      | 14       | 0       | ?           | ?          | 1            | 0            | ?            | ?            | 15       | 0      | ?           | ?          |
| E. Edman        | 0        | 0       | ?           | ?          | 2            | 0            | ?            | ?            | 2        | 0      | ?           | ?          |
| A. Escalona     | 3        | 0       | ?           | ?          | -            | -            | ?            | ?            | 3        | 0      | ?           | ?          |
| M. Ferrante     | 30       | 18      | ?           | ?          | 0            | 0            | ?            | ?            | 30       | 18     | ?           | ?          |
| M. Ficcadenti   | 12       | 0       | ?           | ?          | 2            | 0            | ?            | ?            | 14       | 0      | ?           | ?          |
| A. Fusseini     | 1        | 0       | ?           | ?          | 0            | 0            | ?            | ?            | 1        | 0      | ?           | ?          |
| F. Galante      | 23       | 2       | ?           | ?          | 2            | 0            | ?            | ?            | 25       | 2      | ?           | ?          |
| A. Grandoni     | 17       | 1       | ?           | ?          | -            | -            | ?            | ?            | 17       | 1      | ?           | ?          |
| I. Ivic         | 19       | 0       | ?           | ?          | 1            | 0            | ?            | ?            | 20       | 0      | ?           | ?          |
| K. Jurcic       | 10       | 0       | ?           | ?          | -            | -            | ?            | ?            | 10       | 0      | ?           | ?          |
| M. Lantz        | 0        | 0       | ?           | ?          | 2            | 0            | ?            | ?            | 2        | 0      | ?           | ?          |
| G. Lentini      | 24       | 0       | ?           | ?          | 2            | 2            | ?            | ?            | 26       | 2      | ?           | ?          |
| R. Maltagliati  | 21       | 0       | ?           | ?          | 1            | 0            | ?            | ?            | 22       | 0      | ?           | ?          |
| J. Mariani      | 1        | 0       | ?           | ?          | 0            | 0            | ?            | ?            | 1        | 0      | ?           | ?          |
| G. Mendez       | 23       | 1       | ?           | ?          | 0            | 0            | ?            | ?            | 23       | 1      | ?           | ?          |
| L. Minotti      | 1        | 0       | ?           | ?          | 0            | 0            | ?            | ?            | 1        | 0      | ?           | ?          |
| L. Panarelli    | 3        | 0       | ?           | ?          | 1            | 0            | ?            | ?            | 4        | 0      | ?           | ?          |
| L. Pastine      | 2        | -5      | ?           | ?          | 2            | -4           | ?            | ?            | 4        | -9     | ?           | ?          |
| F. Pecchia      | 22       | 1       | ?           | ?          | 0            | 0            | ?            | ?            | 22       | 1      | ?           | ?          |
| Pinga           | 7        | 2       | ?           | ?          | 1            | 0            | ?            | ?            | 8        | 2      | ?           | ?          |
| F. Quagliarella | 1        | 0       | ?           | ?          | 0            | 0            | ?            | ?            | 1        | 0      | ?           | ?          |
| A. Scarchilli   | 14       | 2       | ?           | ?          | 0            | 0            | ?            | ?            | 14       | 2      | ?           | ?          |
| G. Scarlato     | 5        | 0       | ?           | ?          | -            | -            | ?            | ?            | 5        | 0      | ?           | ?          |
| A. Silenzi      | 11       | 2       | ?           | ?          | 1            | 0            | ?            | ?            | 12       | 2      | ?           | ?          |
| V. Sommese      | 29       | 2       | ?           | ?          | 1            | 0            | ?            | ?            | 30       | 2      | ?           | ?          |
| F. Tricarico    | 27       | 0       | ?           | ?          | 0            | 0            | ?            | ?            | 27       | 0      | ?           | ?          |

## Giovanili

### Organigramma
- Allievi nazionali:
  - Allenatore: Antonio Pigino
  - Massaggiatore: Carlo Ronco
  - Accompagnatore: Ernesto Ghiotti

### Piazzamenti
- Primavera:
  - Campionato: ottavi di finale
  - Coppa Italia: ?
  - Torneo di Viareggio: fase a gironi
- Berretti:
  - Campionato: ?
- Allievi Nazionali:
  - Torneo Città di Arco: fase a gironi
- Giovanissimi Nazionali:
  - Campionato: vincitore